# Vicia ervilia
Vicia ervilia (L.) Willd., conhecida pelos nomes comuns de ervilha-de-pombo, órobo e gero, é uma leguminosa anual, do grupo das ervilhacas, parecida com a garroba, pertencente à família Fabaceae. Foi uma das primeiras plantas que se conhece terem sido cultivadas, datando a sua domesticação do período Neolítico da região do Mediterrâneo. O valor nutricional do grão para ruminantes garantiu o seu contínuo cultivo em Marrocos, Espanha e Turquia.